# Testudo graeca graeca
Sous-espèce
Synonymes
- Testudo pusilla Linnaeus, 1758
- Testudo mauritanica Duméril & Bibron, 1835
- Testudo whitei Bennett in White, 1836
- Testudo graeca whitei Bennett in White, 1836

Testudo graeca graeca, la Tortue mauresque du Maghreb, est une sous-espèce de tortues de la famille des Testudinidae.

## Répartition
Elle se rencontre au Maroc, en Algérie, en Tunisie et en Libye. Au Maroc dans vallée de la Moulouya dans le triangle Guercif-Melilla-Oujda et en Algérie dans la continuation de la région nord-est marocaine, plaine du Chélif, et quelques populations résiduelles autour de Biskra, Alger et Constantine (monts des Aurès).
En Europe elle n'est présente que dans de rares zones localisées dans le sud-ouest de l'Espagne (Murcie, Almería, Parc national de Doñana) et dans les îles Baléares (Ibiza, Formentera et Majorque), en Sicile, en Sardaigne et peut-être en Italie continentale.
Elle vit généralement jusqu’à 700 m d’altitude voire au-delà (au Maroc elle se rencontrerait jusqu'à 1 970 m). Elle est présente dans une variété d'habitats incluant les plaines, les maquis, les forêts méditerranéennes, les dunes et les semi-déserts. Elle supporte un habitat pauvre en végétaux.
Au Maroc, son biotope est caractérisé par une végétation de type steppique et est dominé par des touffes de jujubier (Ziziphus lotus) et de Retama monosperma avec, pendant la saison humide, des graminées et des luzernes sauvages.

## Description

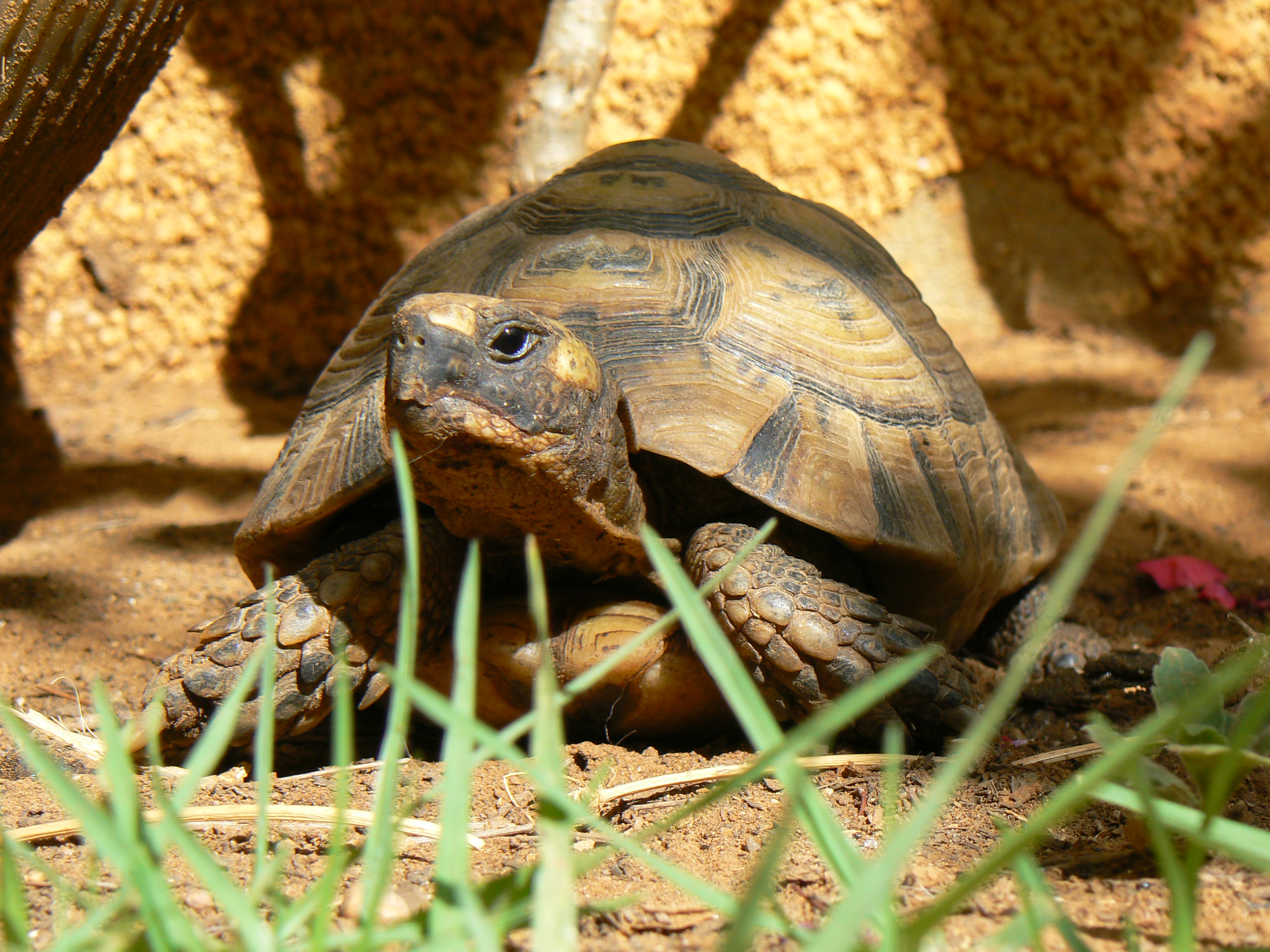
Testudo graeca graeca

Testudo graeca graeca ne dépasse guère 20 cm de longueur. Elle présente un plastron postérieurement concave, une queue relativement longue. La dossière est modérément bombée et son contour est quadrangulaire ou elliptique.
L’écaille supracaudale non divisée (sauf exception rarissime) démunie d'éperon caudal corné est fortement incurvée vers l'extérieur. On distingue de chaque côté de la base de la queue, des tubercules fémoraux coniques (ou ergots) sur les cuisses qui sont légèrement plus larges à la base chez les femelles. La coloration est plus ou moins variable. Le plus souvent la dossière est brune, vert foncé à olive pale, voire jaune, avec des dessins foncés au milieu et sur la périphérie des écailles. Le plastron est généralement clair au centre et foncé aux bordures. Certaines populations de l'Atlas au Maroc, où les roches et le sol, riches en fer, sont d’une couleur ocre-rouge profonde, ont une couleur s'en rapprochant.

## Alimentation
Ces tortues s'alimentent principalement d'herbes, de fleurs, de bourgeons et de graines. En zones agricoles, elles se nourrissent de quelques fruits et plantes cultivées. Dans une moindre mesure, elles complètent leur alimentation avec des vers, des escargots et des fèces.

## Comportement
Son activité journalière est essentiellement diurne. Elle est importante du printemps jusqu'au début de l'été avec en avril, un pic d’activité entre 12 et 13 heures, le moment le plus chaud de la journée. Dès la mi-juin, les tortues commencent à estiver. Les tortues s'enfouissent dans les amas végétaux, sous les buissons.

## Reproduction
La maturité sexuelle semble atteinte vers l'âge de 7 à 8 ans chez les mâles et vers 9 à 11 ans chez les femelles. Les accouplements ont lieu de fin mai à fin juin. Les mâles sont souvent très agressifs pendant la période de reproduction. Le mâle poursuit la femelle et frappe sa carapace contre celle de cette dernière en se jetant sur elle tête rentrée. Lorsqu'elle s'immobilise, il lui monte dessus et la pénètre en soufflant bouche grande ouverte.
La femelle peut donner lieu à 1 ou 2 pontes de 2 à 8 œufs par an d'avril à juillet. Dès la mi-juillet, elles creusent leur nid (des petits trous de 8 cm maximum de profondeur) pour y pondre leurs œufs. Les œufs sont de forme ellipsoïdale ou à peu près sphérique, à coquille blanche et calcaire. Plus la femelle est âgée, plus le nombre d'œufs par ponte est important. L'incubation dure jusqu’à 90 jours. Les nouveau-nés mesurent environ 27 mm pour un poids inférieur ou égal à 8 g.

## Statut écologique
Dans plusieurs régions de son aire de répartition actuelle au Maroc, Algérie, Tunisie, cette sous-espèce est menacée et ses populations confrontées à l'épuisement. C'est surtout l'homme qui est le principal responsable du déclin de ces animaux. En 1969, Lambert rapporte que plus de 300 000 tortues étaient exportées tous les ans du seul Maroc vers la Grande-Bretagne dans la période d’après-guerre. La France aurait même importé 700 000 Testudo graeca et Testudo hermanni pour la seule année 1979. Pendant cette période il n'y avait absolument aucune tentative pour protéger ces animaux considérés comme des produits de consommation et de loisir.
Certaines populations de Testudo graeca graeca ont dès lors quasi totalement disparu. Aujourd'hui, bien qu'elles soient totalement protégées, leur prélèvement et leur vente interdite, elles restent soumises à un fort taux de ramassage pour ventes illégales dans les souks des villes, et ce sous l'œil totalement indifférent des autorités et des agents circulant dans les souks. Il est difficile de fournir des données précises sur la démographie des populations restantes, la raréfaction devenant dramatique dans de nombreuses vallées.
La désertification de certaines régions, liée à des années de sécheresse, provoque également une raréfaction de l'espèce. Leur habitat naturel se trouve aussi menacé et subit de considérables modifications résultant de l'extension des cultures, d’un pâturage de plus en plus intensif et de la déforestation. L'augmentation du trafic routier ainsi que la mécanisation agricole représentent également une menace croissance pour cette espèce.
Les tortues sont aussi utilisées dans la médecine traditionnelle et la magie au Maroc et en Tunisie. Leurs œufs et chair peuvent être consommés comme médicament pour des maux d'estomac ou comme traitement contre la fièvre. On pense également que le sang d'une tortue est un traitement efficace contre les verrues. Dans certains villages où on les croit dangereuses, particulièrement pour les enfants, il n’est pas rare qu’elles soient tuées à coups de pierres. En revanche, dans d’autres villages où on considère qu’elles éloignent par magie les serpents, les tortues sont souvent gardées comme animaux de compagnie dans l'espoir que leur présence découragera des serpents d'entrer dans la maison. Malgré toutes ces pratiques, ceci se fait dans des proportions très limitées en comparaison avec l’exploitation touristique.
Les tortues sont également transformées en "souvenirs" (paniers, cendriers, soufflets ou banjos). Dans ce dernier cas, ce sont surtout les femelles offrant les plus grosses carapaces qui sont tuées, entraînant ainsi une raréfaction des génitrices.
En 1814, Jackson rapportait que « les tortues de terre  abondent en Barbarie et en Suse (nom ancien de Souss), où l'après-midi d'un jour chaud, on peut en rassembler une douzaine en une heure », situation est désormais bien différente. avec un déclin annuel estimé à 3,1 % sur les 80 dernières années.
En Espagne, les populations sauvages de Testudo graeca graeca sont menacées dans tout son secteur de distribution malgré la protection légale dont bénéficie cette espèce.
Voici les principaux problèmes de conservation auxquels font face les populations dans le sud-est péninsulaire : les défrichages pour l'implantation de cultures intensives, l'urbanisation et les installations sportives (golf...), l’ouverture de nouvelles voies de communication et l’asphaltage des chemins, l’extraction des populations sauvages par l’homme, et enfin, les incendies forestiers.
En 1994, la Fondation Globale Nature a fait l’acquisition la propriété Las Cumbres de La Galera d’une superficie de 90 ha dans l'Almenara-Carrasquilla, dans la commune de Lorca, pour y créer la première réserve biologique à caractère privé pour cette tortue en Espagne. Puis, en 1995, le ministère espagnol de l’agriculture, de l’eau et de l’environnement a classé Las Cumbres de La Galera comme station zoologique.

## Loi et règlementation
Quand le Maroc a ratifié en 1978 la Convention de Washington, le commerce de tortues s’est tourné de plus en plus vers la Turquie (Testudo graeca ibera) et la Yougoslavie (Testudo hermanni boettgeri) pour répondre à ses exigences. Par la suite, ce commerce légal s’est aussi terminé en 1984 lorsque la Communauté européenne a interdit entièrement l'importation ou n'importe quelle autre forme d'échanges des tortues méditerranéennes. Mais ce commerce se poursuit toujours, 25 ans plus tard, par le trafic illégal.
Le taxon Testudo graeca (et toutes ses déclinaisons) est inscrit à  l'annexe II de la Convention de Washington (CITES), et est inscrit comme espèce en voie de disparition dans "Red Book" de l'UICN, et en statut "vulnérable" pour les pays suivants : Albanie, Algérie, Arménie, Azerbaïdjan, Bulgarie, Égypte, France, Géorgie, Grèce, Iran, Irak, Israël, Italie, Jordanie, Liban, Libye, Macédoine, Moldavie, Maroc, Roumanie, Russie, Espagne, Syrie, Tunisie, Turquie, Turkménistan, Ukraine, et ex.Yougoslavie.
Elle est également inscrite à l’annexe A du règlement CE no 338/97 de la Communauté Européenne relatif à la protection des espèces de faune et de flore sauvages par le contrôle de leur commerce.

## Publication originale
- Linnaeus, 1758 : Systema naturae per regna tria naturae, secundum classes, ordines, genera, species, cum characteribus, differentiis, synonymis, locis, ed. 10 (texte intégral).